# 시마무라 다쿠야 (축구 선수)
시마무라 다쿠야(일본어: 島村 拓弥, 1999년 3월 6일~)는 일본의 축구 선수이다.

## 구단 경력
그는 2017년 J2리그의 교토 상가 FC에 입단했다. 2018년 FC 기후로 이적했다. 2020년부터 2022년까지 J3리그의 세레소 오사카 U-23와 FC 이마바리에서 뛰었다. 2023년 J2리그의 로아소 구마모토로 이적했다. 2024년 가시와 레이솔로 이적했다.